# Maurice Vandergoten
Maurice Philippe Georges Vandergoten (Anderlecht, 7 februari 1904 - Ukkel, 16 december 1941) was een Belgisch gewichtheffer.

## Levensloop
Vandergoten nam tweemaal deel aan de Olympische Zomerspelen, met name in 1924 te Parijs en in 1928 te Amsterdam. In 1924 werd hij er twaalfde en in 1928 elfde in de gewichtsklasse van de middengewichten (≤75kg).
Zijn broer Jules was eveneens actief in het gewichtheffen.